# Église Saint-Eugène-Sainte-Cécile de Paris
L’église Saint-Eugène-Sainte-Cécile, appelée couramment église Saint-Eugène, est une église catholique située au 6, rue Sainte-Cécile, dans le 9e arrondissement de Paris. Elle fait l’objet d’un classement au titre des monuments historiques depuis le 21 mars 1983. La messe y est célébrée quotidiennement dans les deux formes du rite romain.

## Historique

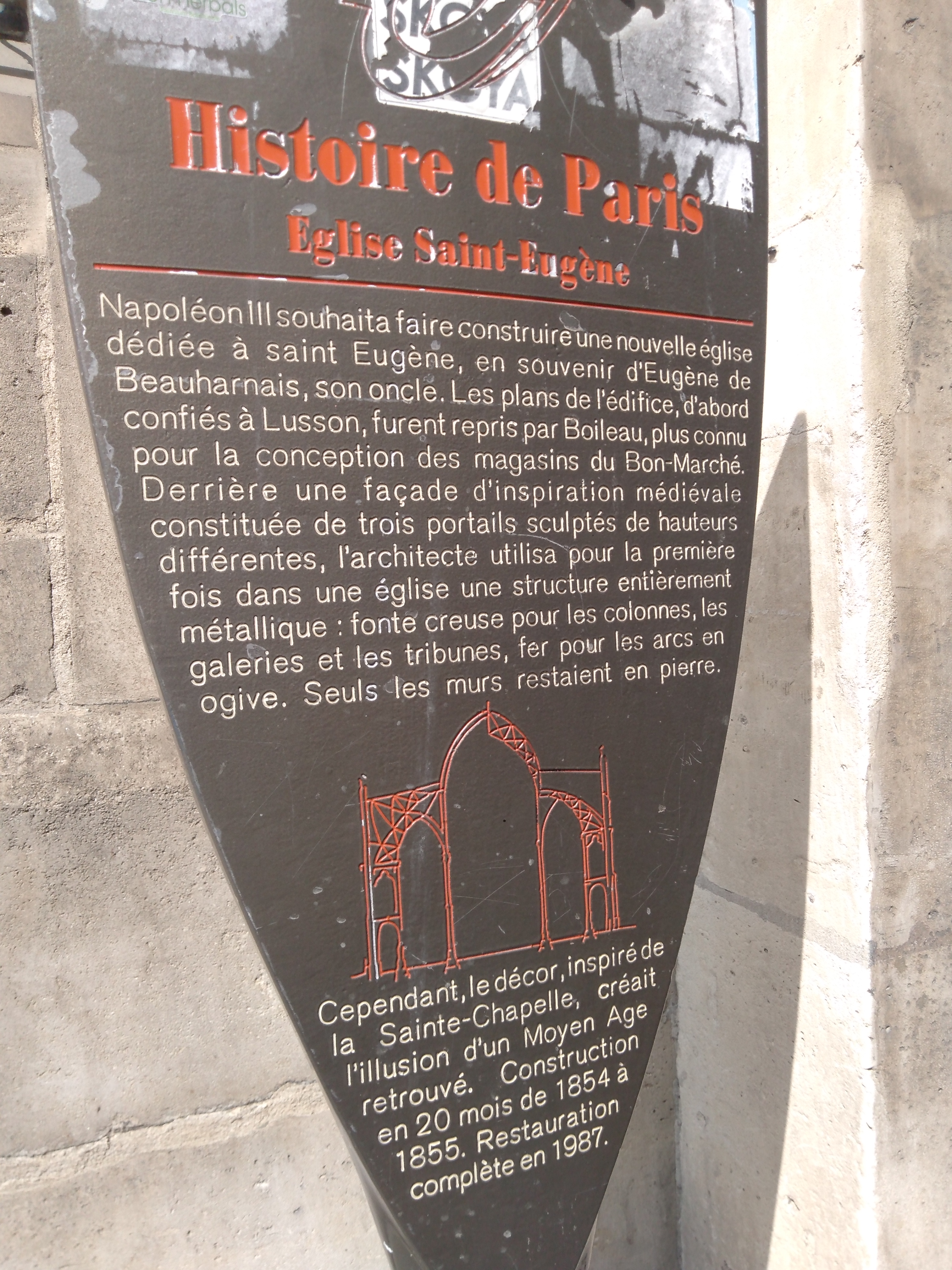
Panneau Histoire de Paris.

L'église est construite de 1854 à 1856 à la demande de Napoléon III en souvenir de son oncle Eugène de Beauharnais par Louis-Auguste Boileau (1812-1896) et Adrien-Louis Lusson en vingt mois à l'emplacement de l'hôtel des Menus-Plaisirs. Les idées du maître d'ouvrage, l'abbé Coquant, curé de la paroisse, amateur d'art et historien, ont influencé les architectes. Propriétaire du terrain, il a financé la construction de l'église.
Le 10 janvier 1857, Jules Verne se marie avec Honorine Viane dans cette église.
Le bâtiment a été classé monument historique en totalité par décret du 21 mars 1983 (précédemment inscrit le 15 janvier 1975).
Le coût total de la construction est de 500 000 francs environ (soit à peu près dix millions d'euros de 2020), soit le mètre carré à 384 francs. La Madeleine a coûté 10 079 448 francs pour 3 460 mètres carrés de surface : le prix du mètre superficiel en revient donc à 2 913 francs, c'est-à-dire qu'il est sept fois plus élevé que pour l'église Saint-Eugène. Indépendamment de l'économie considérable que présente le nouveau système, le peu de place relative qu'il occupe en raison de l'absence des arcs-boutants et des volumineux contreforts qu'exigent les voûtes en pierre permet de hâter l'exécution du projet de la nouvelle délimitation des paroisses, question alors vitale à laquelle l'énorme accroissement de la population de Paris donne de jour en jour une actualité plus pressante.

## Le double vocable
Saint Eugène, né à Rome au IIIe siècle apr. J.-C., était un des principaux compagnons de saint Denis. Ayant évangélisé l'Espagne, où il occupa le siège de Tolède, il vint en Gaule et fut victime dans la région de Paris des persécutions anti-chrétiennes de Maximien. Après son arrestation à Deuil et décapité, ses restes furent jetés dans le lac Marchais. Son corps retrouvé fut déposé à l'abbaye de Saint-Denis, puis transféré à Tolède au XVIe siècle à la demande des Espagnols.
En 1952, le chanoine Bony, curé de la paroisse, demanda à Rome l'autorisation de donner à l'église un second vocable, celui de sainte Cécile, patronne des musiciens, en raison de la proximité du conservatoire de musique et de déclamation. Ainsi, l'édifice, qui s'appelait originellement « église Saint-Eugène », porte depuis le milieu du XXe siècle le double vocable de saint Eugène et de sainte Cécile.

## Description

### Extérieur

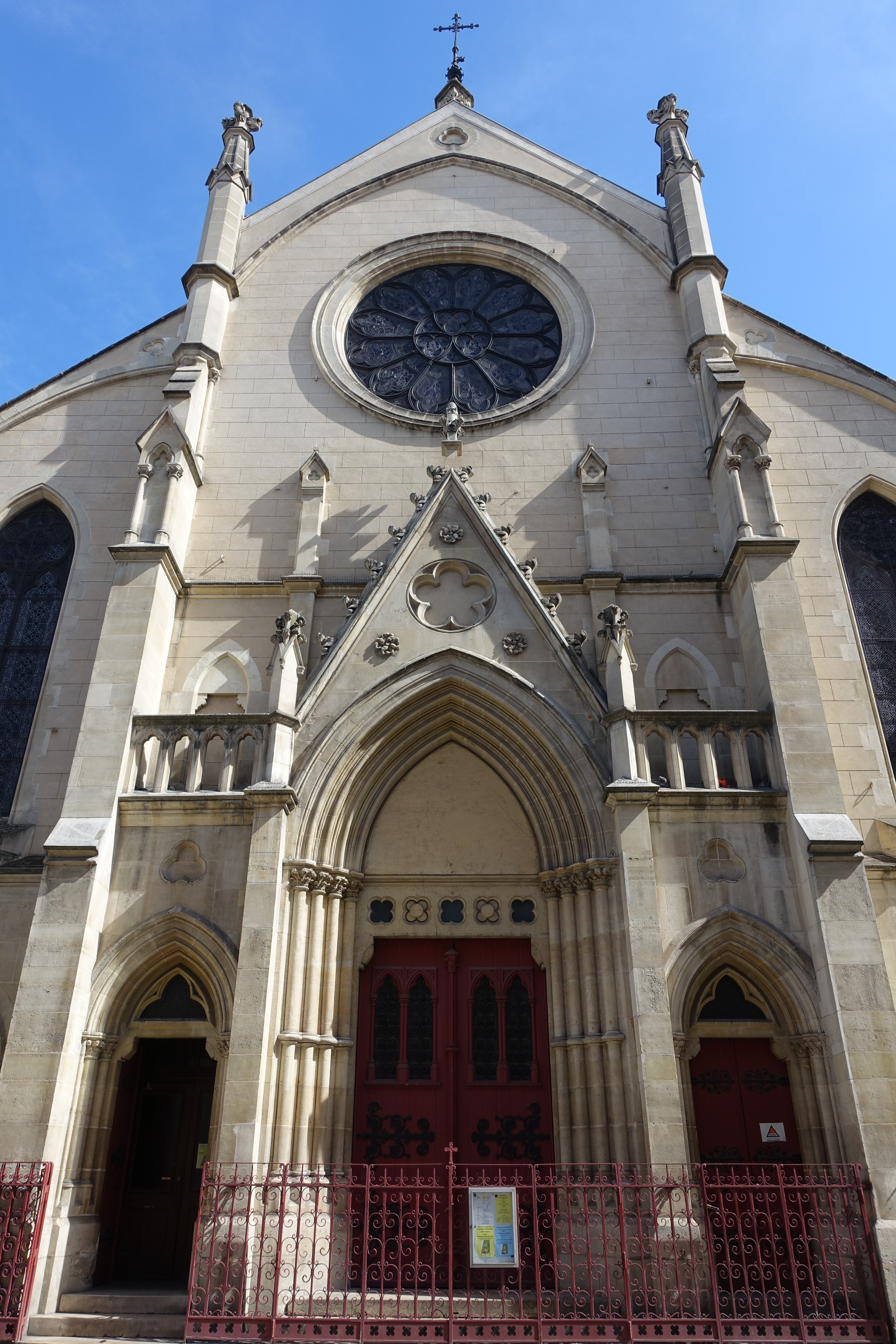
La façade.

La façade est un pastiche de l'architecture du XIIIe siècle, mais l'intérieur est une transposition en métal du système constructif gothique qui correspond au mouvement néo-gothique propre au milieu du XIXe siècle ; elle est l'application des théories constructives rationalistes d'Eugène Viollet-le-Duc dans ses Entretiens sur l'architecture (publiés en 1858-1872) qui voyait là un moyen de réduire à la fois le prix et le temps de la construction. Néanmoins, Eugène Viollet-le-Duc s'opposa fortement à Louis-Auguste Boileau à propos de cette église qu'il considérait comme un « mensonge architectural », du fait de reprendre une structure gothique mais avec un autre matériau que la pierre traditionnelle. L'église Saint-Eugène-Sainte-Cécile est en effet la première de Paris dont la structure est entièrement métallique.
L'église n'a pas de transept et les chapelles latérales assurent à elles seules le contrebutement des voûtes d'ogive de la nef et des collatéraux. L'ossature permet de se passer d'arcs-boutants et de réduire le rôle des murs qui ne sont plus que de simples clôtures, ce qui fait gagner de la surface sur le terrain exigu.
La formule d'une ossature métallique dans une enveloppe de maçonnerie, qui est à attribuer à Henri Labrouste avec la bibliothèque Sainte-Geneviève en 1844, a été appliquée pendant plus d'un demi-siècle.
L'église Saint-Eugène occupe une surface totale de 1 300 mètres carrés environ de terrain. Sa façade principale s'étend sur la rue Sainte-Cécile, sa façade latérale sur la rue du Conservatoire. La longueur totale de l'édifice est de 50 mètres hors œuvre sa largeur totale de 27 mètres et sa hauteur totale de 25 mètres. La longueur des nefs sans les absides est de 40 mètres, la largeur des 3 nefs réunies de 25 mètres, la hauteur de la grande nef de 23 mètres et la hauteur des nefs collatérales de 15 mètres. La hauteur intérieure des bas côtés est donc supérieure de 4,30 m à celle des bas-côtés de l'église Notre-Dame et de 2,75 mètres à celle des bas-côtés de Sainte-Clotilde. Le diamètre moyen des colonnes en fonte est de 32 cm et l'épaisseur de la fonte est de 2 cm. La clôture du pourtour de l'église est en pierres de taille avec remplissages en moellons. Les colonnes intérieures, les arcs et les galeries des tribunes ainsi que les châssis des fenêtres sont en fonte de fer. Les nervures des voûtes sont en fer forgé avec remplissages de maçonnerie à doubles parois renfermant une couche d'air qui conserve l'égalité de la température.

### Intérieur

#### Architecture
Les voûtes reposent sur des colonnettes inspirées de celles du réfectoire de Saint-Martin-de-Champs, mais plus élancées grâce aux performances de la fonte de fer. Les murs, les colonnes et les voûtes sont entièrement peints, le décor a été restauré en 1982-1984.
L'intérieur de l'église, dit-on à l'époque de son inauguration, présente un aspect tout nouveau, l'effet de la perspective en est très heureux par suite de la ténuité des colonnes qui permet à l'œil d'embrasser toutes les parties du vaisseau et des différents objets employés à sa décoration, quel que soit le point de vue où se place l'observateur. Le peu de diamètre des colonnes est d'ailleurs encore un avantage acoustique aussi bien qu'un avantage optique, il permet à l'oreille de saisir de presque tous les points de la nef la parole du prédicateur, comme il permet à l'œil de suivre les cérémonies du desservant. Ce sont là des avantages qui plaident à l'époque, plus haut encore que l'économie de la place de la matière et de la main d'œuvre, en faveur de l'emploi du fer et de la fonte pour les supports intérieurs et les détails d'ornementation des églises.

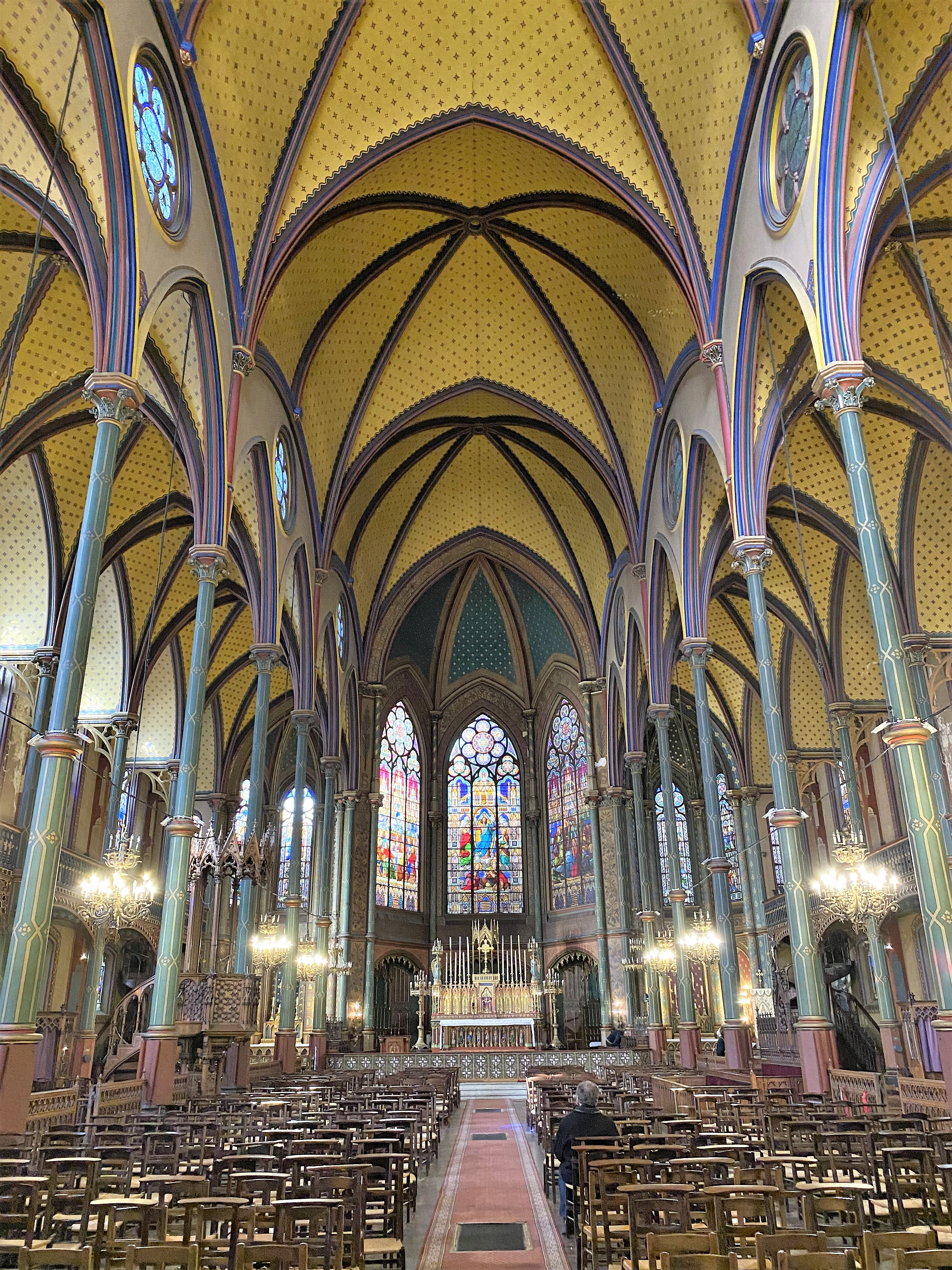
Nef.
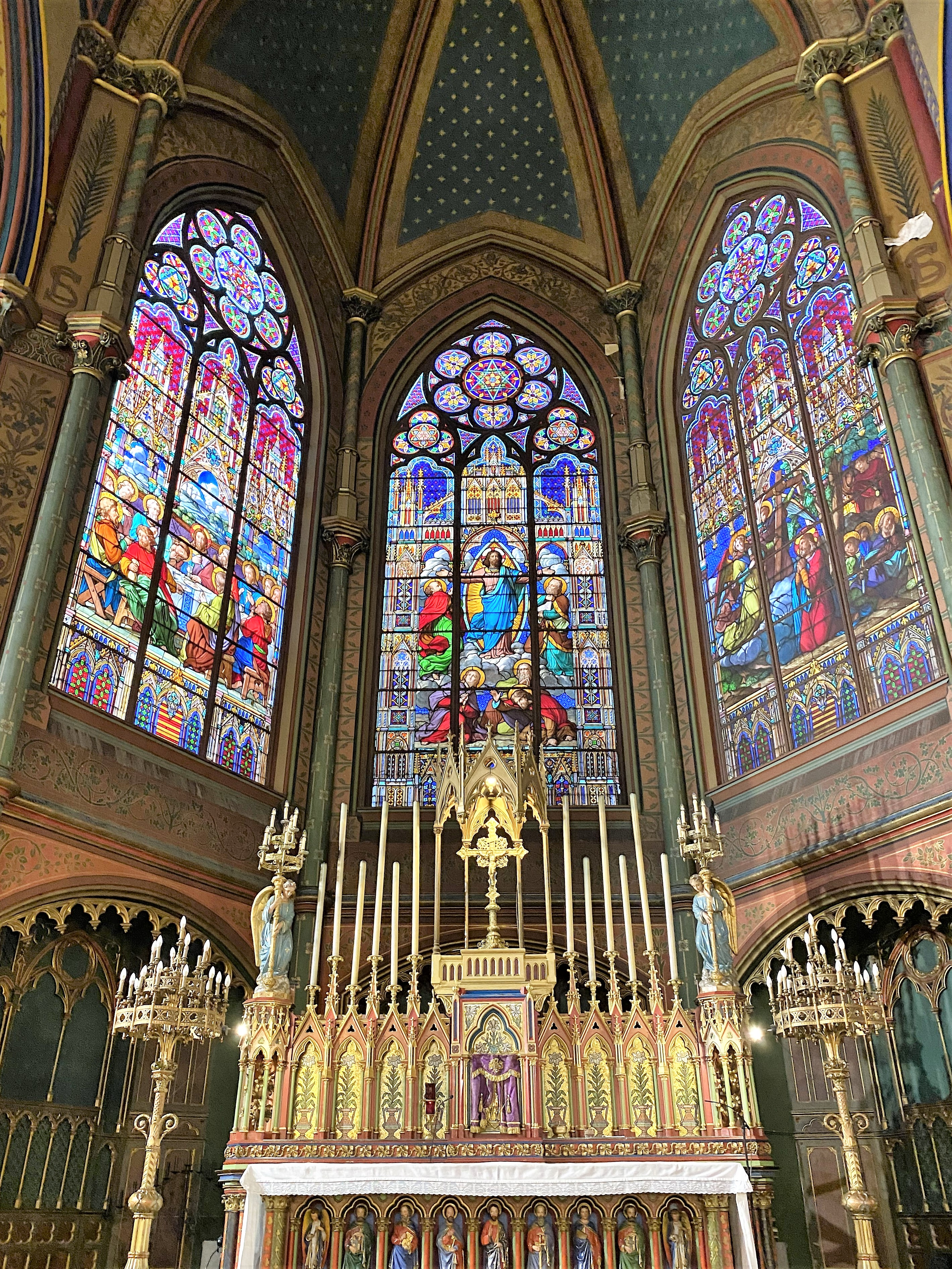
Chœur.
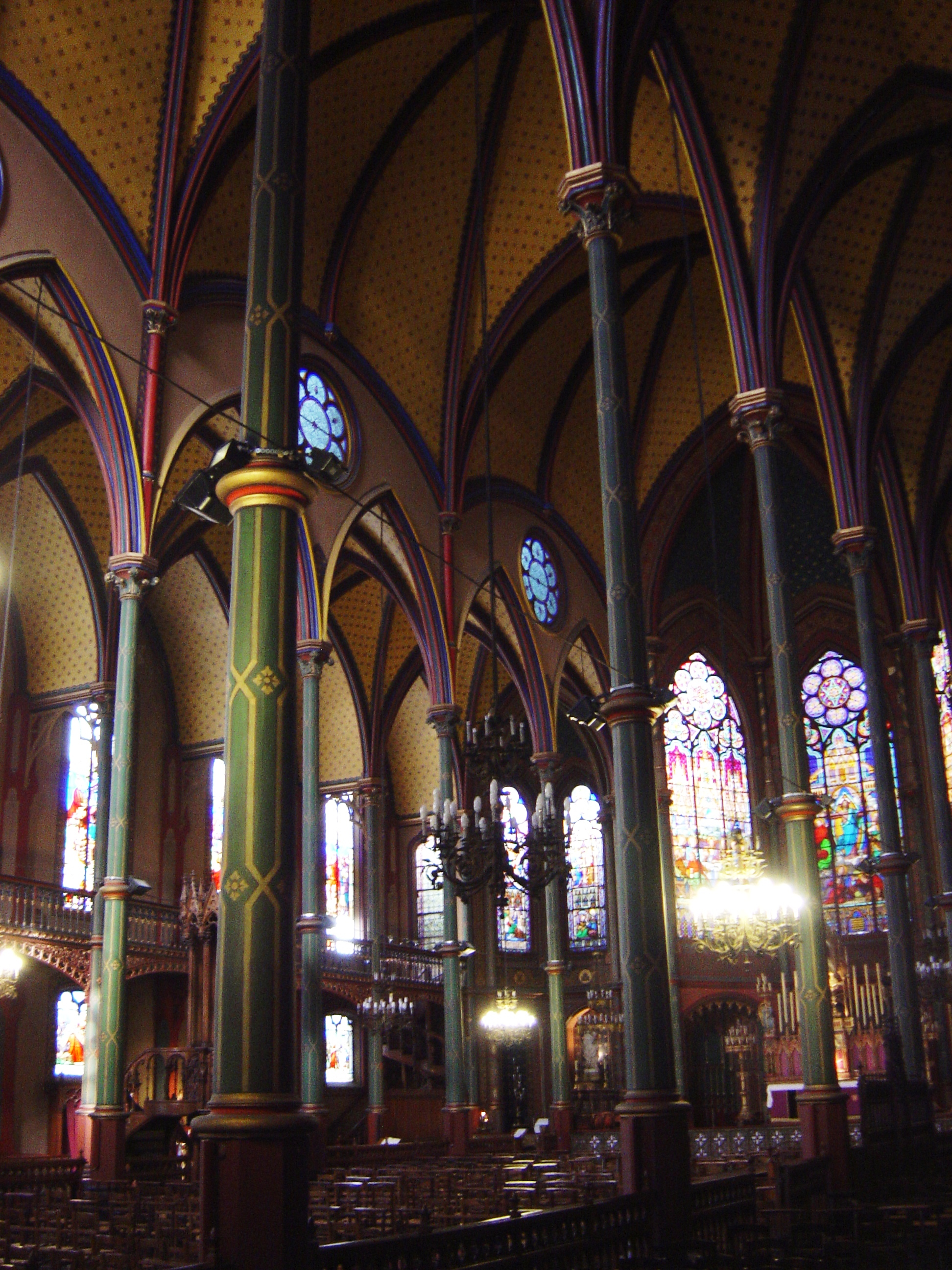
La nef et ses colonnes polychromes en fonte .
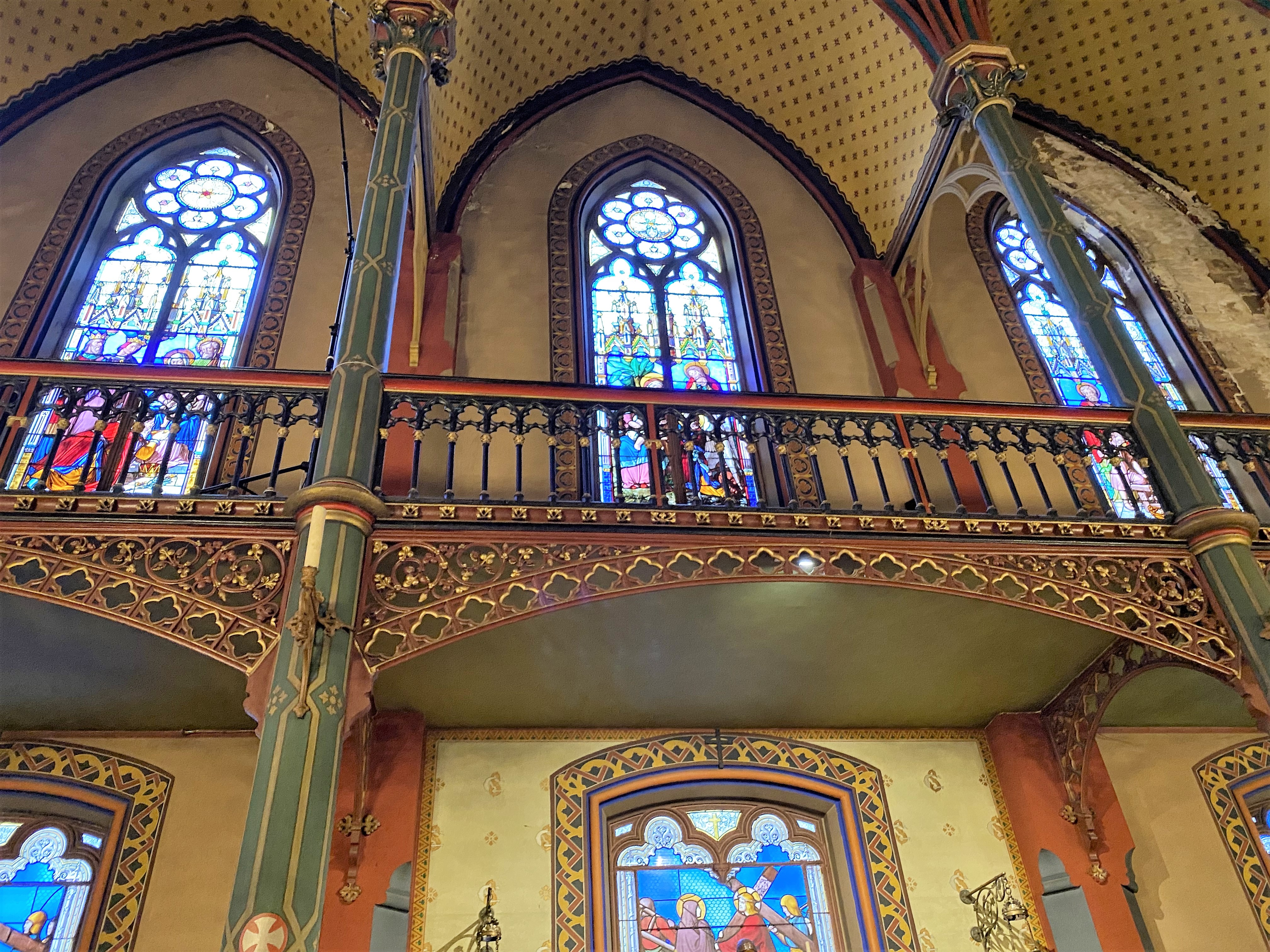
Tribune et vitraux.
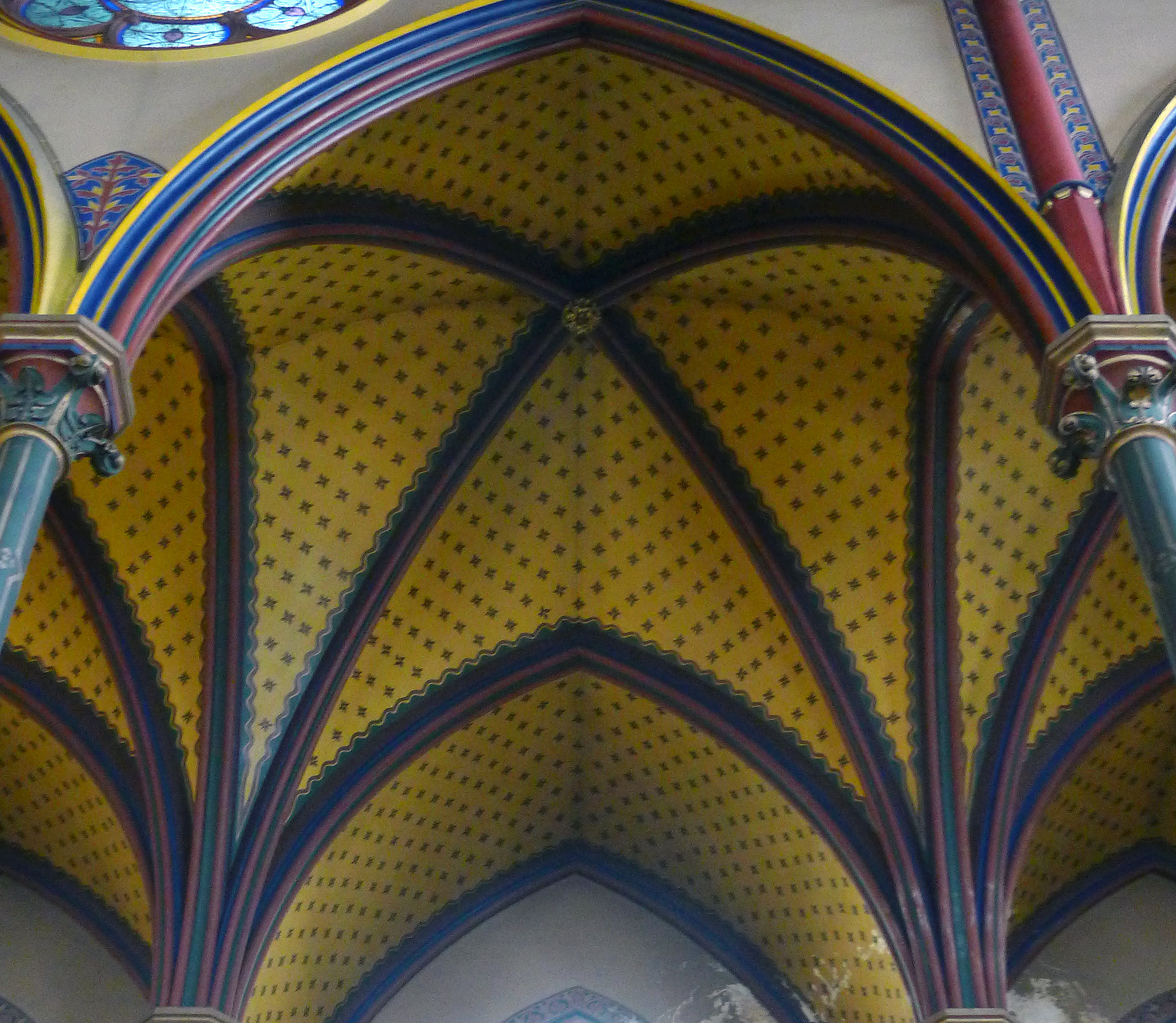
voûtes peintes.

#### Mobilier, œuvres d'art et orgues
L'église est éclairée par 48 fenêtres garnies de verrières d'un très beau travail. Ces verrières sont dues aux maîtres-verriers Laurent et Gaspard Gsell (grandes fenêtres) Antoine Lusson (petites absides), Eugène Oudinot (fenêtres basses sous les tribunes) et Pierre Petit-Gérard de Strasbourg (rosace de la façade). L'ensemble général est complété par un grand buffet d'orgues de 12 mètres de hauteur dont la façade d'une grande richesse est en chêne sculpté. La chaire est d'une extrême légèreté et d'un dessin à la fois élégant et sévère. Quatre escaliers conduisent aux tribunes. Un banc d'œuvre des stalles et des confessionnaux en bois sculpté complètent l'aménagement intérieur de l'église. Indépendamment des verrières l'intérieur de l'église est entièrement revêtu de peintures polychromes qui donnent à la lumière dont elles amortissent l'éclat une douceur qui ajoute au caractère religieux du monument.
Les vitraux inférieurs des bas-côtés  représentent les stations du Chemin de croix. La première verrière est due à Lusson, les autres sont l'œuvre d'Eugène Oudinot sur les cartons de Gérard Séguin. Au niveau supérieur, les vitraux sont de Gaspard Gsell et relatent la vie privée du Christ.
L'orgue de tribune est des facteurs Joseph Merklin et Friedrich Schütze. Il a été conçu pour l'Exposition universelle de 1855. Il a été restauré en 1995 et 2005 par Olaf Dalsbaek. Parmi les organistes titulaires de cet instrument, on compte notamment Raoul Pugno (1872-1892) et Pierre Pincemaille (1982-1987)

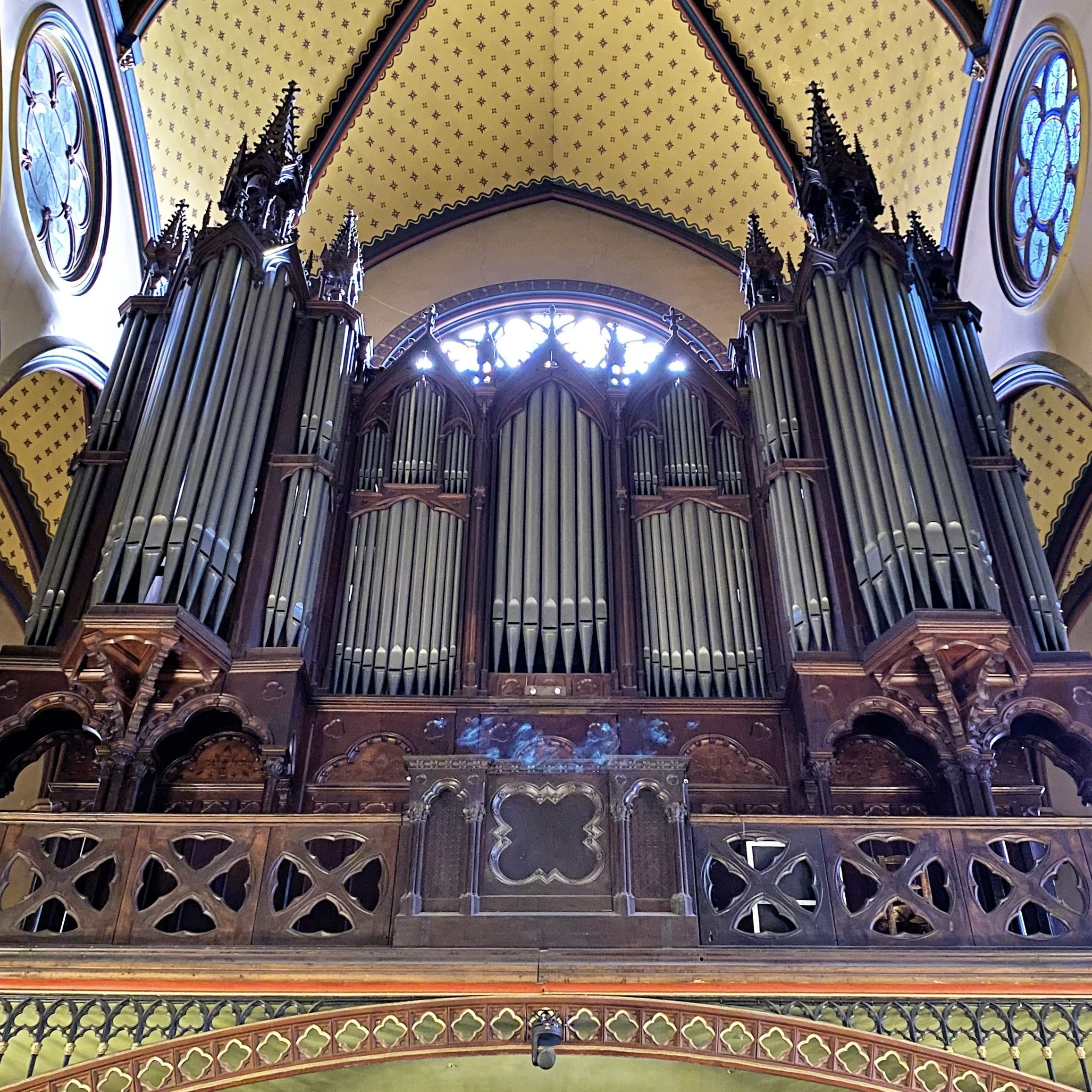
Le grand orgue Merklin de tribune, créé pour l'Exposition universelle de 1855.
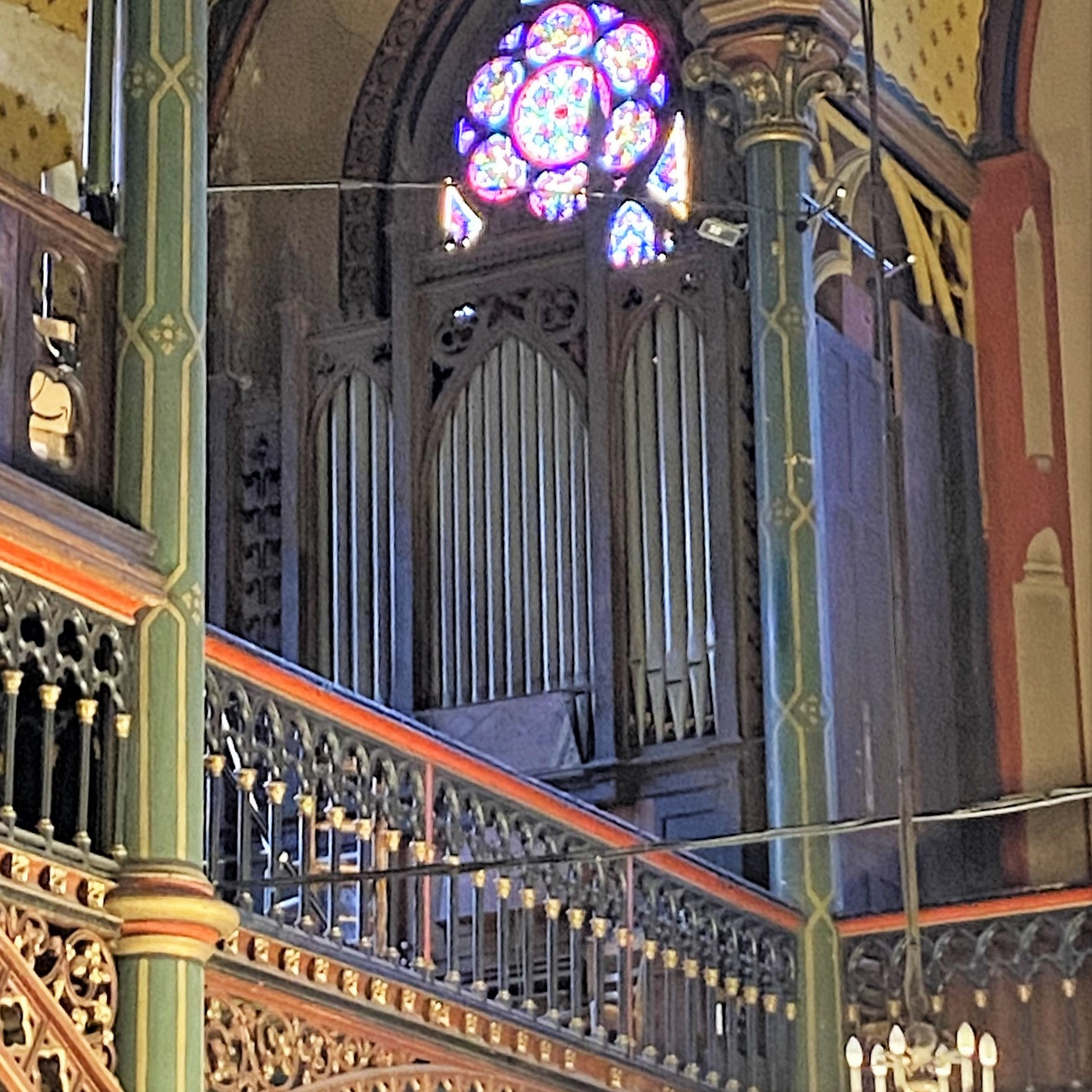
L'orgue du chœur est situé sur la tribune aussi.
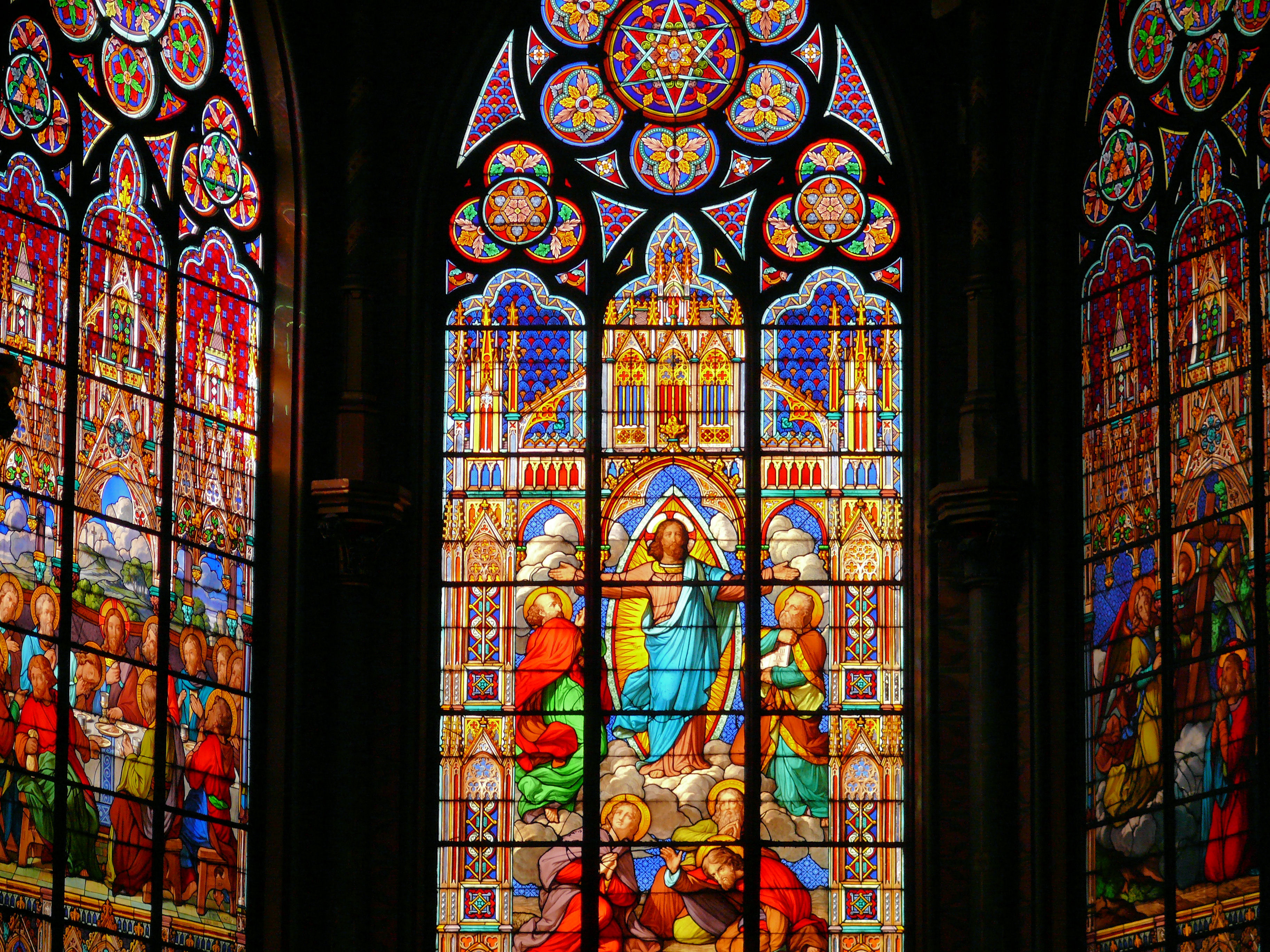
Vitrail central de l'abside : la Transfiguration, œuvre de Gaspard Gsell.
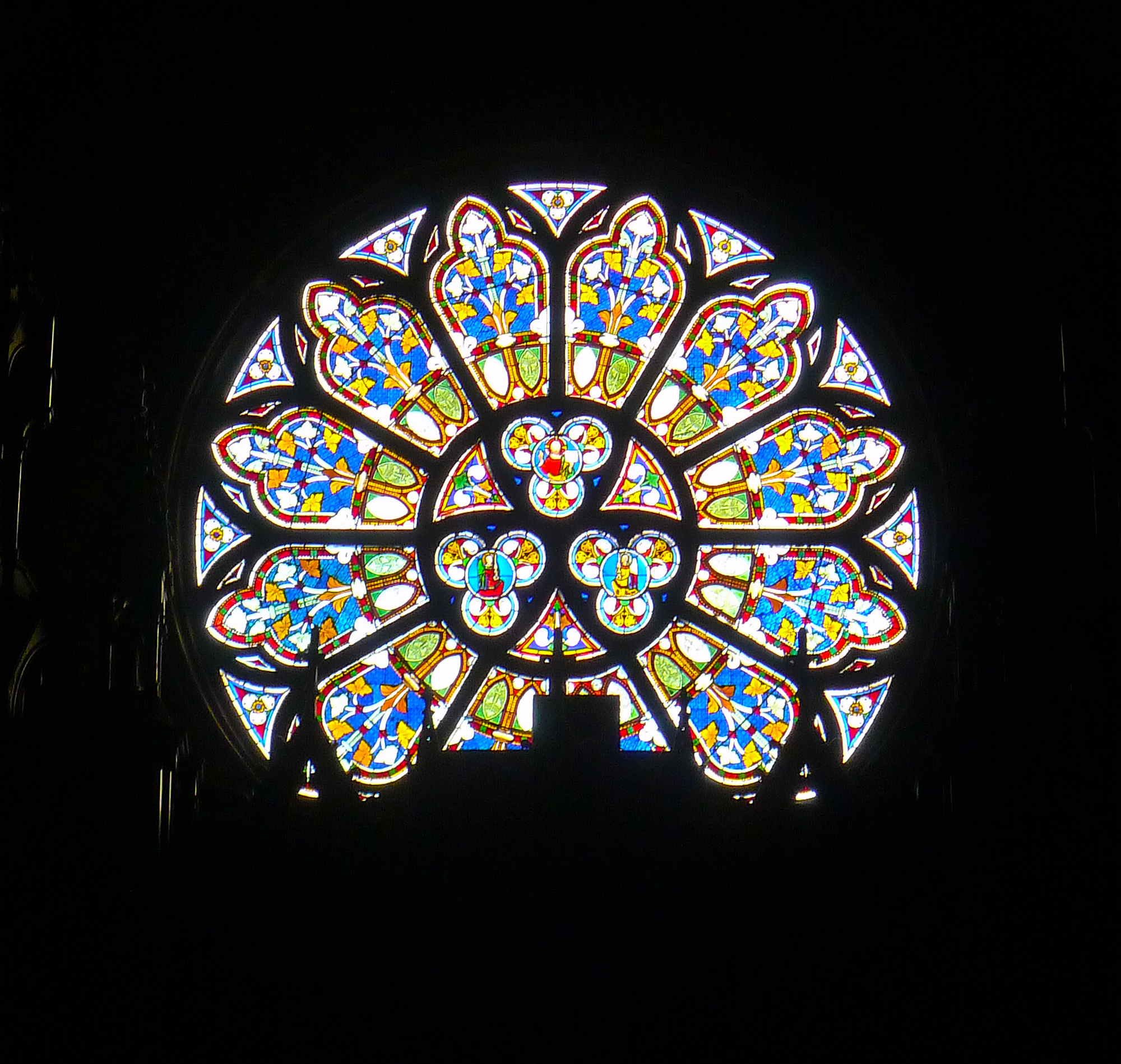
Rosace au-dessus de l'orgue de tribune.

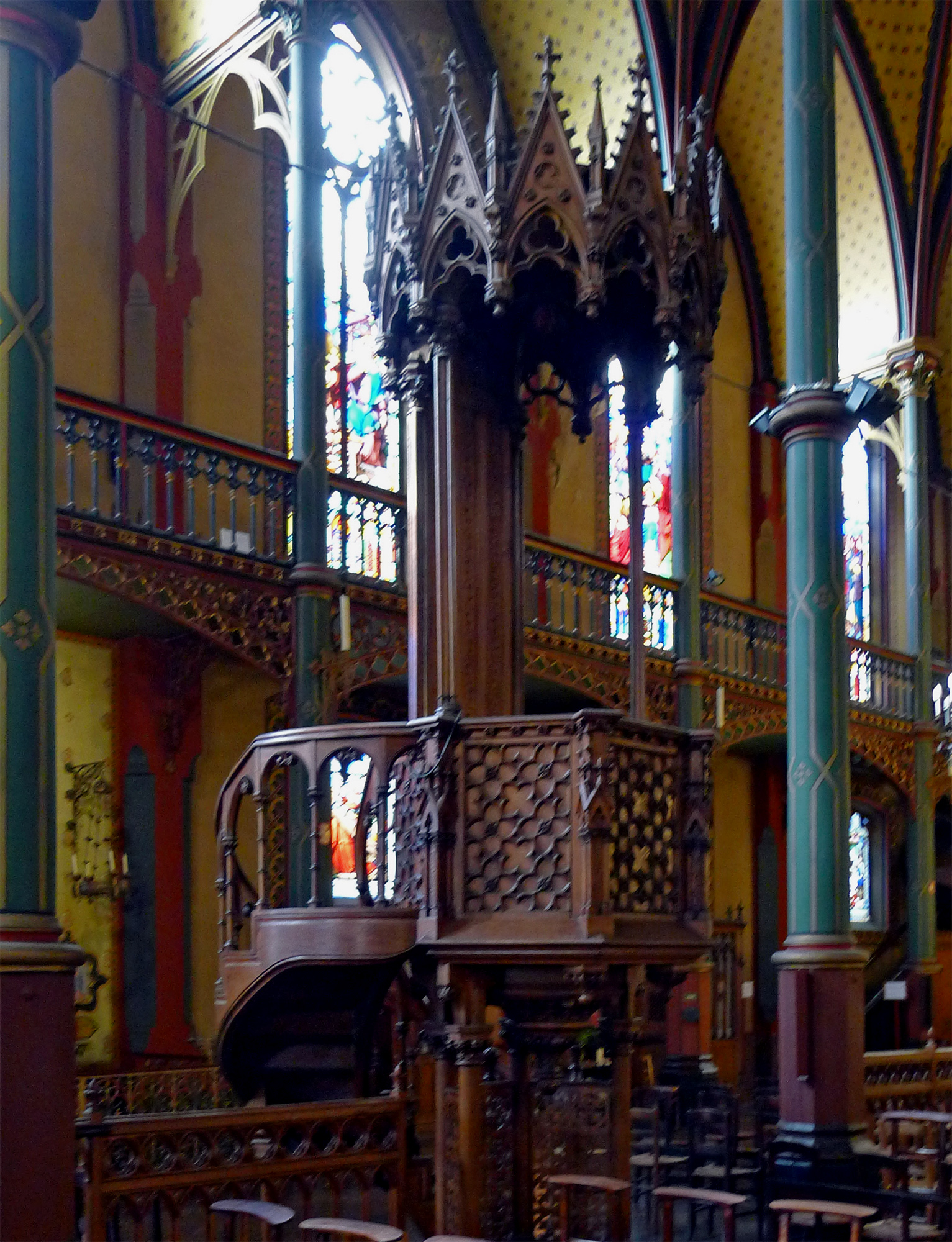
Chaire.
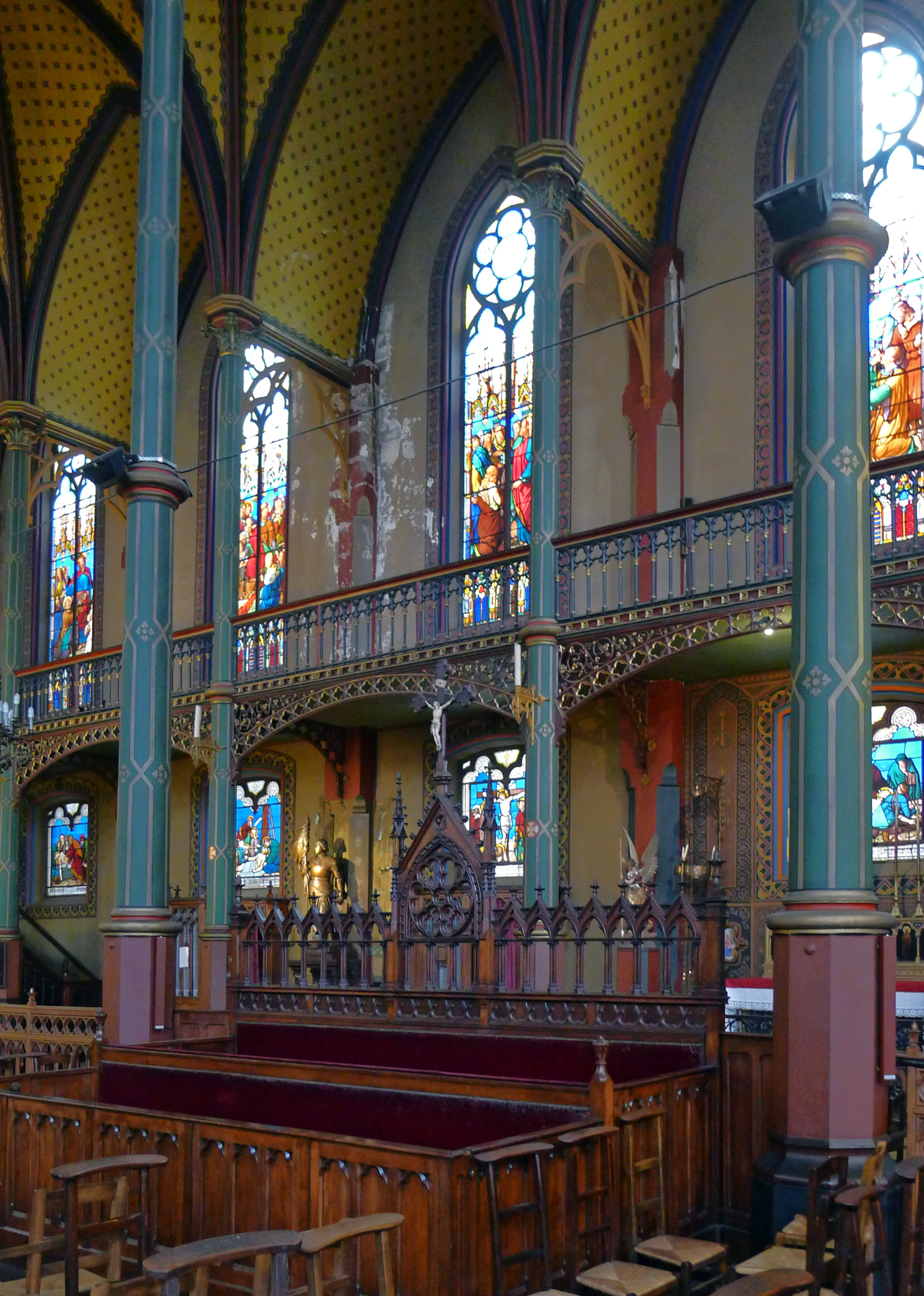
Banc d'œuvre.
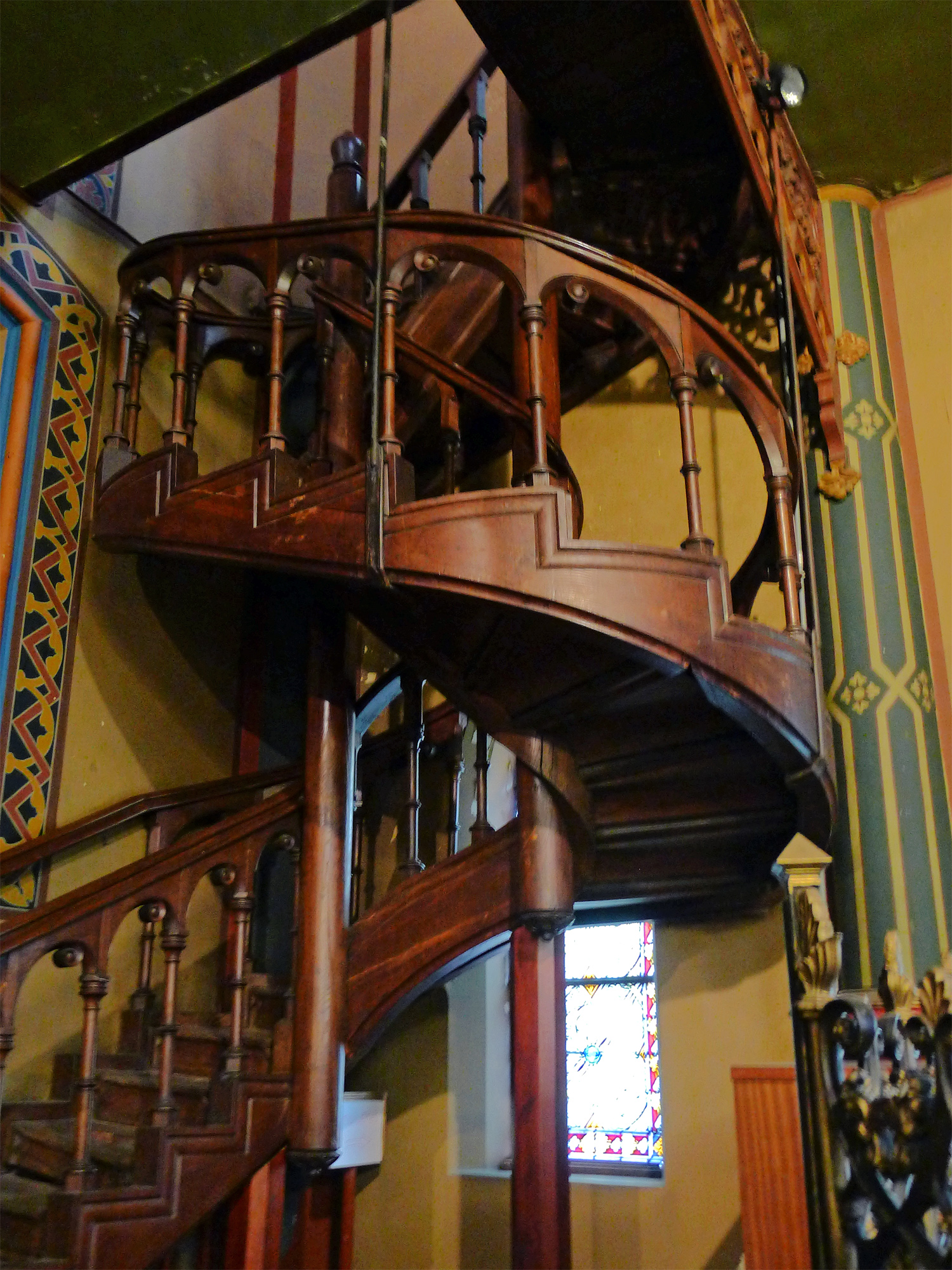
Escalier en bois.
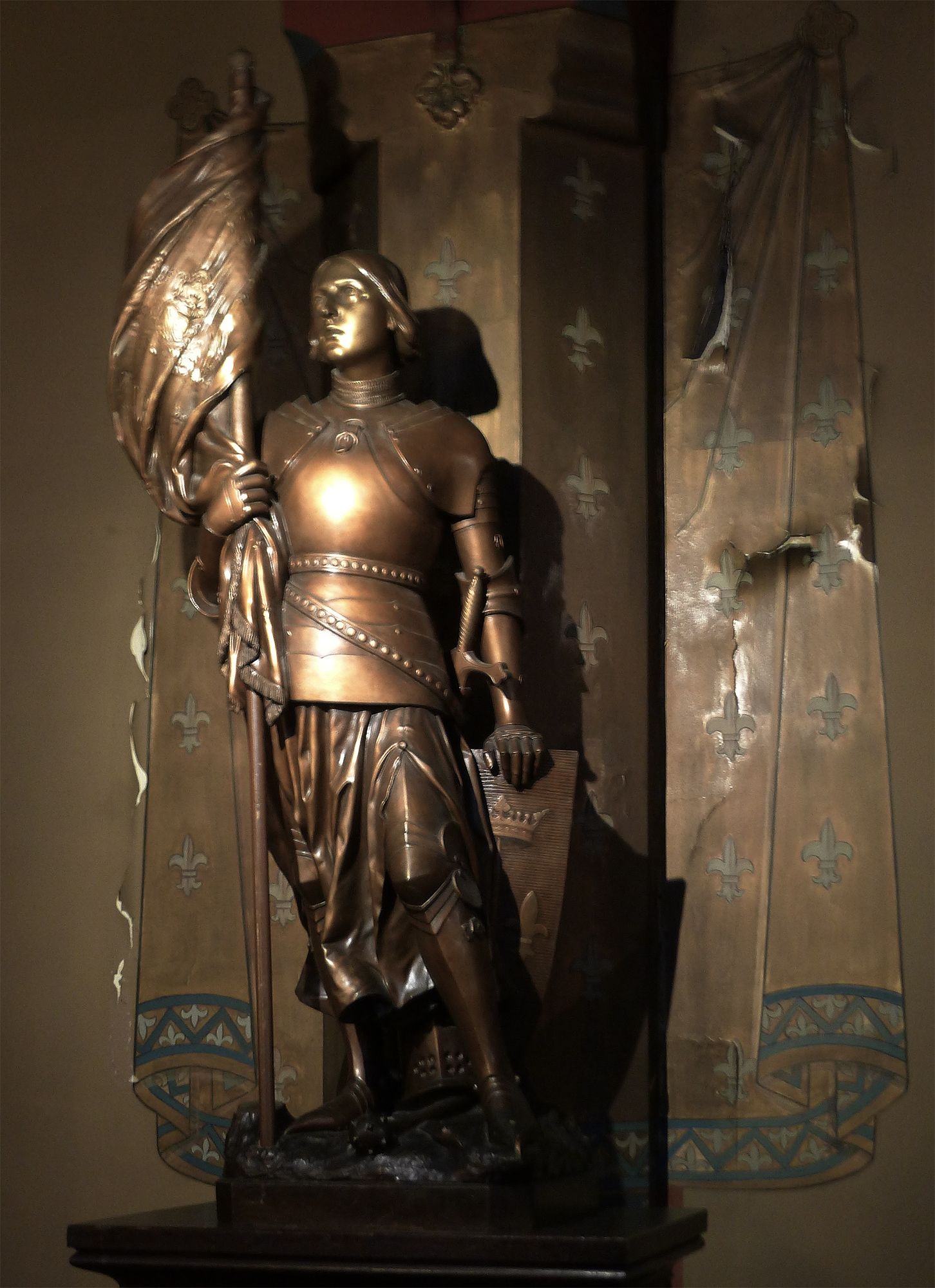
Statue de Jeanne d'Arc.
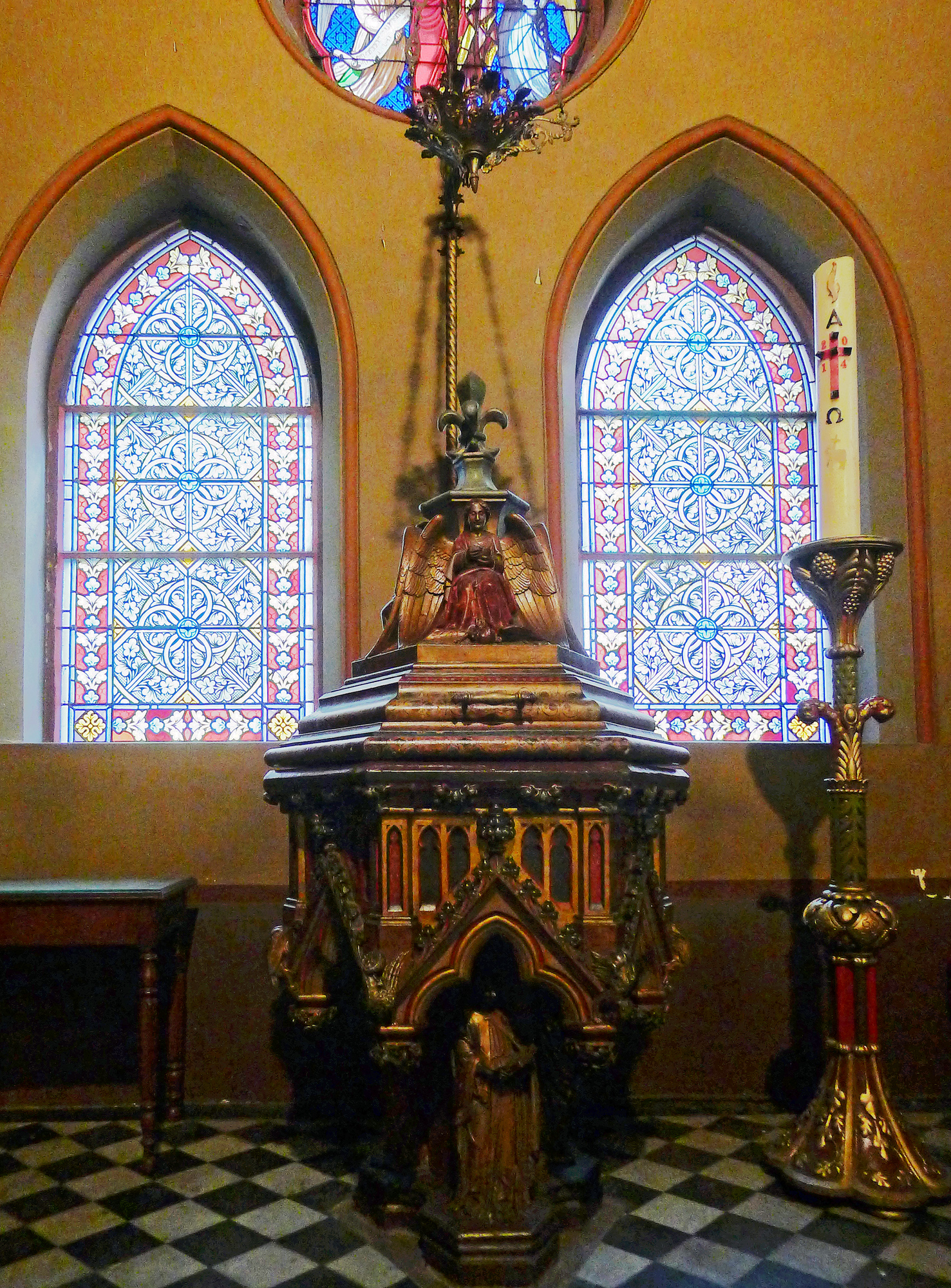
Baptistère.

## Liturgie
L’église est dite biritualisme : la messe est célébrée aussi bien en rite romain de Paul VI qu’en rite de 1962 appelé rite tridentin, voire, à de très rares occasions, dans le rite pré-1954 (avant la réforme de Pie XII pour la Semaine sainte). Après les réformes liturgiques qui ont suivi le concile Vatican II, la messe traditionnelle fait son retour dans la paroisse le 17 novembre 1985, jour de la fête patronale, en application de la lettre circulaire Quattuor abhinc annos du 3 octobre 1984. Dès 1980 cependant, il existait des messes latines grégoriennes, célébrées dans la forme d'après concile. Les messes tridentines dominicales sont animées par la Schola Sainte Cécile, un chœur liturgique français parisien d'une trentaine de chanteurs, dirigé par Henri de Villiers (qui est également chef de chœur de l'église catholique russe de la Trinité à Paris) depuis 2000 et voué à l'interprétation de la musique vocale sacrée traditionnelle, en particulier de la période baroque française, mais également du plain chant.
Chaque année une messe solennelle de requiem tridentin y est célébrée le 21 janvier à la mémoire de Louis XVI avec le concours de la Schola Sainte Cécile et à partir de chants grégoriens et de parties de requiem des plus grands compositeurs français de la période baroque et classique.

## Liste des curés
| #  | Curé                                                                                                  | Période         | Vicaire                         | Période     |
| -- | --- | --------------- | ------------------------------- | ----------- |
| 1  | Abbé Joseph Coquand                                                                                   | 1855 - ap. 1865 |                                 |             |
|    | Abbé Bony                                                                                             | fl. 1952        |                                 |             |
| 9  | Abbé Gabriel Maréchal                                                                                 | 1967 - 1983,    |                                 |             |
| 10 | Abbé Pierre Laurent                                                                                   | 1983 - 1989     |                                 |             |
| 11 | Abbé Jean-Luc Veuillez (missel 1962) Abbé Charles Eynard de Monteynard (missel 1969) curés in solidum | 1989 - 1998     |                                 |             |
| 12 | Abbé François Potez                                                                                   | 1998 - 2007     |                                 |             |
| 12 | Abbé François Potez                                                                                   | 1998 - 2007     | R.P. Jean-Bernard de Langalerie | 2001 - 2007 |
| 13 | Abbé Jean-Pierre Batut                                                                                | 2007 - 2009     | Abbé Éric Iborra                | 2007 - 2019 |
| 14 | Abbé Patrick Faure                                                                                    | 2009 - 2015     | Abbé Éric Iborra                | 2007 - 2019 |
| 15 | Abbé Marc Guelfucci                                                                                   | 2015 - 2021     | Abbé Éric Iborra                |             |
| 15 | Abbé Marc Guelfucci                                                                                   | 2015 - 2021     | Abbé Gabriel Grodziski          | 2019 -      |
| 16 | Abbé Julien Durodié                                                                                   | 2021 -          | Abbé Gabriel Grodziski          | 2019 -      |

## Pandémie de Covid-19
Le samedi 3 avril 2021, pendant la pandémie de Covid-19, une messe de Pâques est célébrée sans respect des règles sanitaires, devant une assemblée nombreuse et sans masque. Cet office en rite tridentin a duré environ quatre heures, sans gestes barrières. L'archidiocèse de Paris se désolidarise de cette initiative et, par la voix de l'évêque auxiliaire Denis Jachiet, indique l'éventualité de sanctions ; a contrario le cardinal Robert Sarah fait part de sa « compassion » envers le curé et envoie sa bénédiction aux fidèles. Le parquet de Paris ouvre une enquête pour mise en danger de la vie d'autrui,.
La non-reconduction du curé Guelfucci dans ses fonctions à l'issue de son mandat de six ans qui s'achevait le 1er septembre 2021 et son remplacement par le nouveau curé l'abbé Julien Durodié, est considéré comme motivée au moins partiellement par la prise en compte par l'évêque de la polémique.
Condamnés en première instance à une amende de 200 euros pour "réunion interdite dans une circonscription territoriale en état d'urgence sanitaire" par le Tribunal de police de Paris qui n'avait finalement pas retenu la mise en danger de la vie d'autrui, les deux prêtres sont pour finir déclarés non coupables et relaxés en appel.